# 론 채니

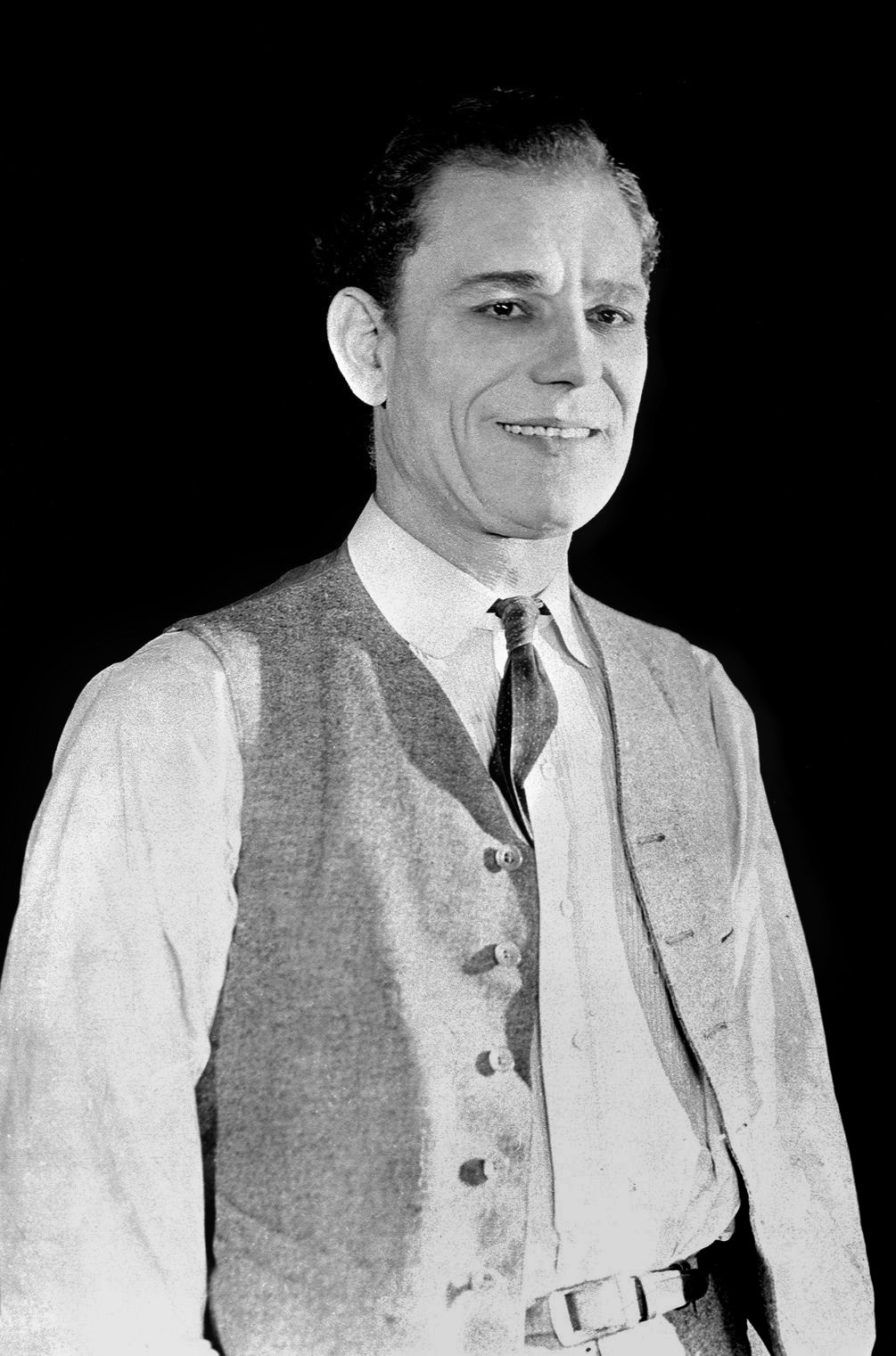
1919년 모습

론 체이니(영어: Lon Chaney, 영어 발음: /ˈtʃeɪni/, 1883년 4월 1일 ~ 1930년 8월 26일)는 미국의 배우, 영화 감독, 각본가, 분장사이다.
콜로라도스프링스에서 태어났으며 로스앤젤레스에서 사망하였다. 사인은 후두암이다. 포리스트 론 메모리얼 파크에 매장되었다.

## 출연 작품

### 영화
- Outside the Law (1920)
- The Light in the Dark (1922)
- 올리버 트위스트 (1922)
- 노틀담의 꼽추 (1923)
- 뺨 맞은 남자 (1924)
- 오페라의 유령 (1925)
- 괴인 서커스단의 비밀 (1927)
- The Unholy Three (1930)